# Sinapidendron angustifolium
Sinapidendron angustifolium — вид рослин з родини Капустяні (Brassicaceae), ендемік Мадейри.

## Опис
Багаторічний кущ з розгалуженим стеблом, на якому розміщені розетки м'ясистих, завдовжки до 7 см листків. Лінійні листки цілокраї, з тупими верхівками. Суцвіття — китиця. Пелюстки жовті. Плоди довжиною 3.5 см.

## Поширення
Ендемік архіпелагу Мадейра (о. Мадейра).
Населяє морські скелі та кам'янисті місця на узбережжі Мадейри.

## Використання
Це потенційний донор генів для культивованих видів Brassica.

## Загрози та охорона
Виду загрожує будівництво доріг, урбанізація та розвиток туризму. На нього також впливають чужорідні інвазивні види, а іноді — зсуви.
Цей вид не зростає на охоронних територіях.

## Галерея

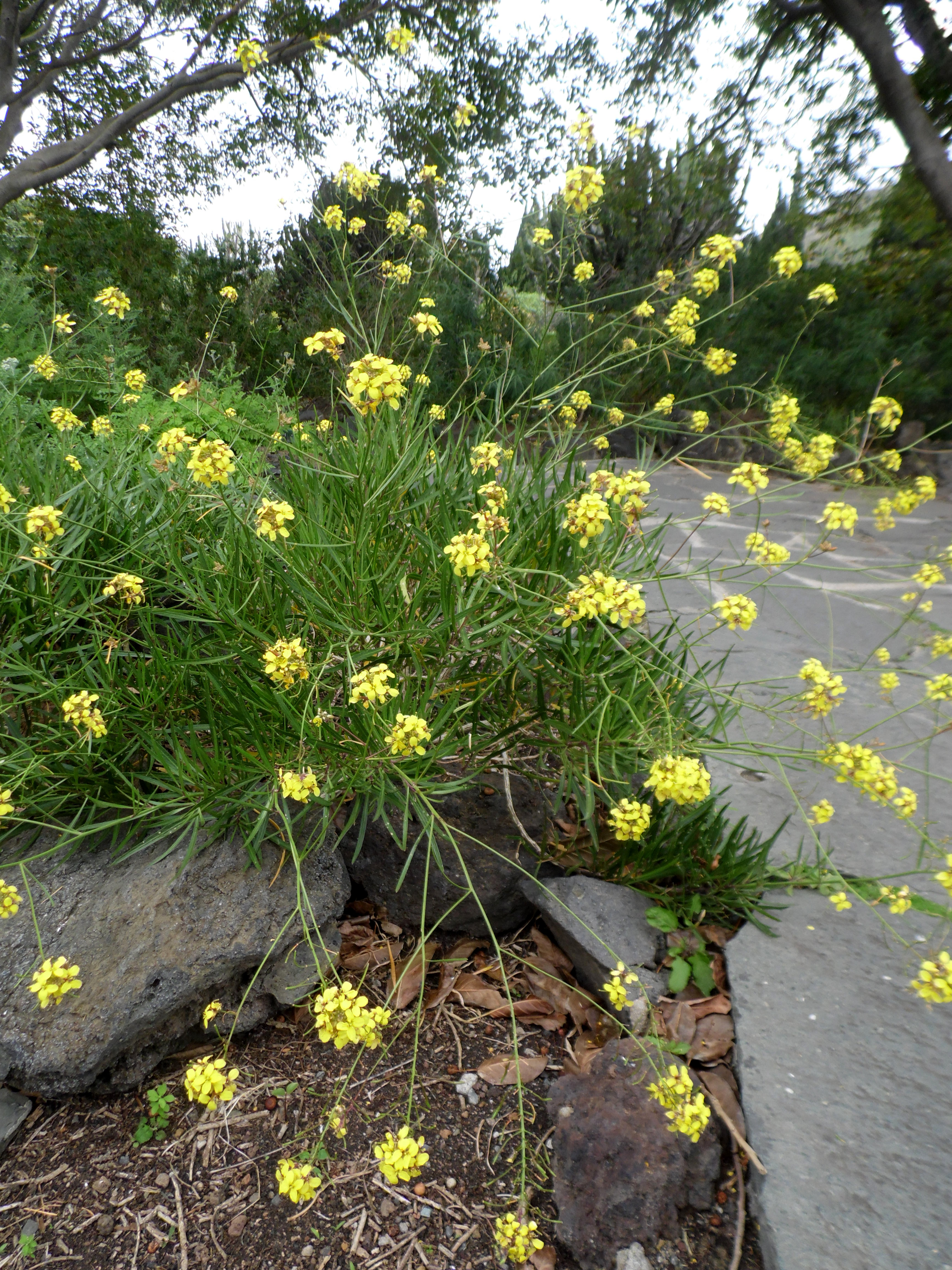
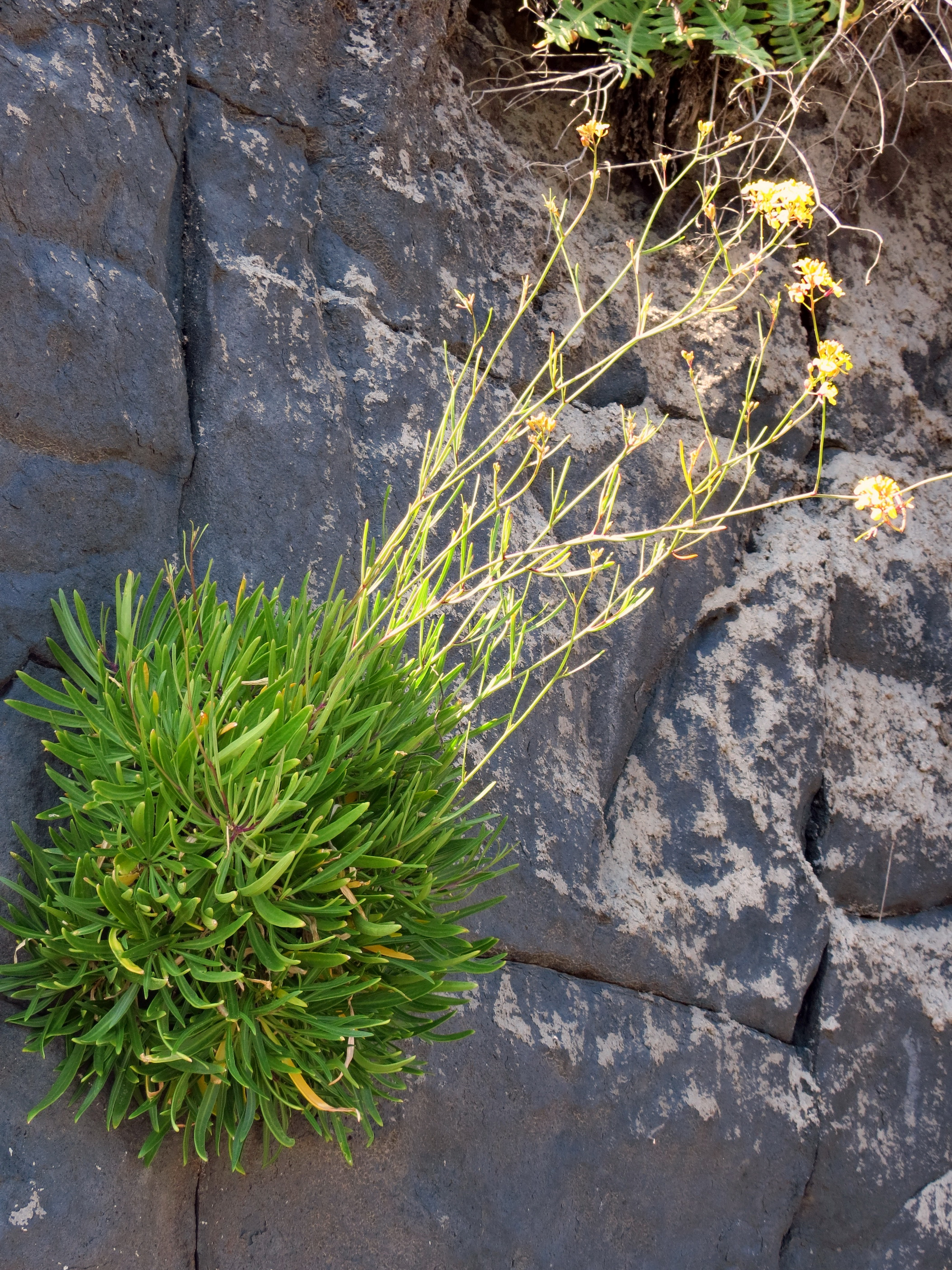
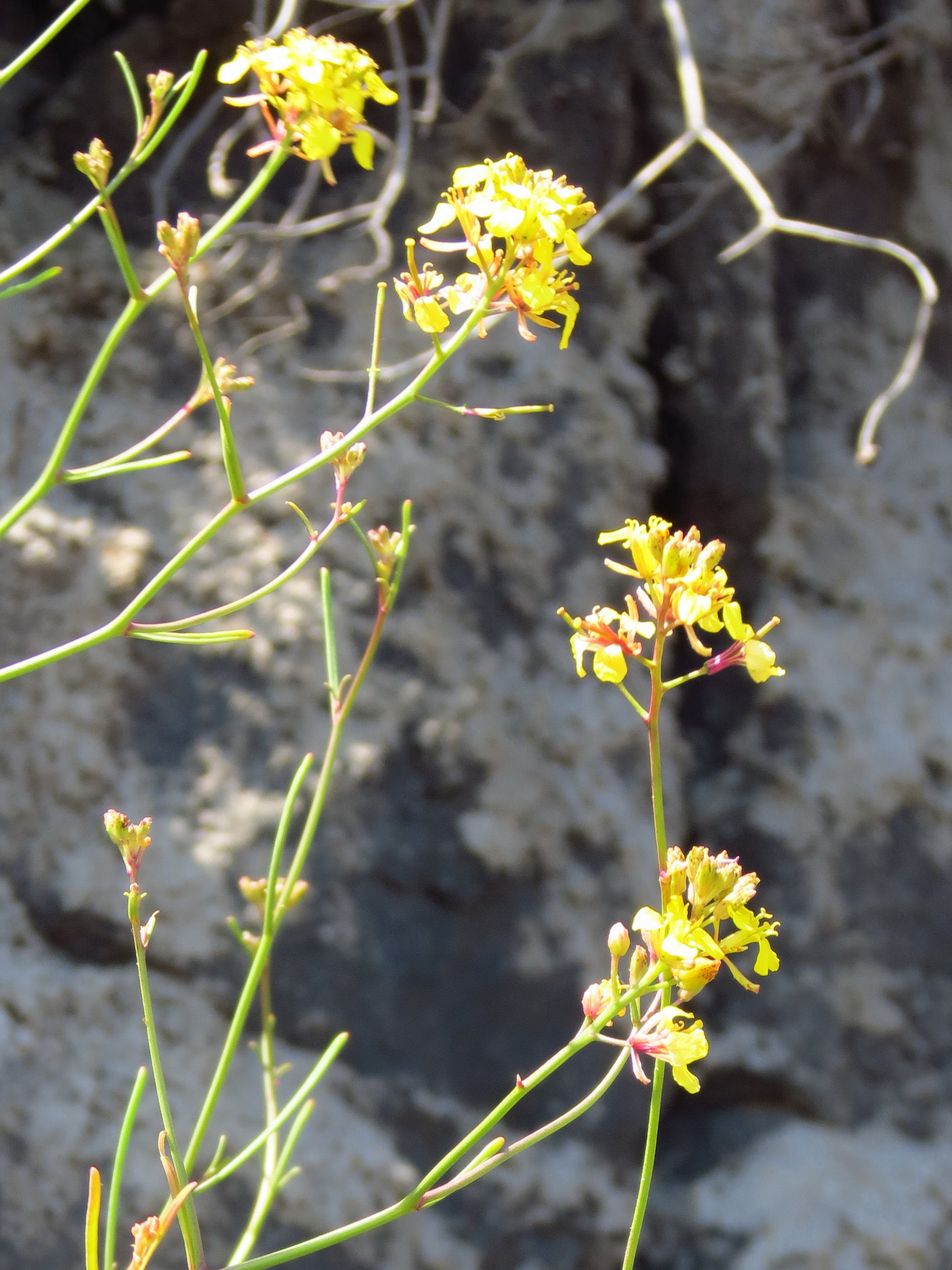